# Biljana Plavšić
Biljana Plavšić (med det serbisk-kyrilliska alfabetet: Биљана Плавшић), född 7 juli 1930 i Tuzla i dåvarande Jugoslavien, är en bosnienserbisk professor emerita i biologi och en tidigare politiker i Bosnien och Hercegovina. Hon var president för Republika Srpska 1996–1998. Hon dömdes av Internationella krigsförbrytartribunalen för det forna Jugoslavien för brott mot mänskligheten under Bosnienkriget och satt fängslad i Sverige 2003–2009.

## Utbildning och levnad
Biljana Plavšić växte upp i en förmögen familj; hennes far var biolog och avdelningschef på ett naturhistoriskt museum i Sarajevo. Hon studerade biologi vid Sarajevos Universitet, där hon också disputerade, och innehade efter examen ett forskningsstipendium vid Cornell University i New York i två år. Hon har också studerat vid universiteten i London och Prag. Hon var professor i biologi (botanisk morfologi) vid Sarajevos Universitet.
Som kandidat för det år 1990 bildade Serbiens Demokratiska Parti blev hon efter landets första flerpartival i november 1990 medlem i högsta styret (presidiet) för Socialistiska republiken Bosnien och Hercegovina. Mellan februari och maj 1992 var hon en av två interimistiska presidenter i den då utropade Serbiska republiken Bosnien och Hercegovina och senare en av två vicepresidenter i Republika Srpska. Från november 1992 var hon medlem i överkommandot för utbrytarrepublikens krigsmakt och blev under inbördeskriget omnämnd som "järnladyn" och känd som förespråkare av en hård serbnationalistisk linje och för sina hyllningar av den serbiske paramilitäre ledaren Arkan på ett slagfält med dödade fiender. I april 1996, sedan Radovan Karadžić tvingats avgå efter undertecknandet av Daytonavtalet, valdes hon till Serbiska demokratiska partiets (Srpska demokratska stranka) presidentkandidat i Republika Srpska. I november samma år uteslöts hon ur detta parti efter en maktkamp med sin företrädare och bildade ett nytt parti, Serbiska folkalliansen (Srpski Narodni Savez). Som president ansågs hon öppna vägen för en ny ordning efter inbördeskriget och hjälpte fram socialdemokraten Milorad Dodik till premiärministerposten. Hon avgick som president efter förlust i presidentvalet 1998 och efterträddes av Nikola Poplašen, som agerade för en hårdare serbnationalistisk politik.

## Åtal för krigsförbrytelser och andra brott
Biljana Plavšić åtalades 1998 inför Internationella krigsförbrytartribunalen för det forna Jugoslavien (ICTY) i Haag i åtta punkter för folkmord, brott mot mänskligheten och krigsförbrytelser. I januari 2001 överlämnade hon sig till krigsförbrytartribunalen och i december 2002 förklarade hon sig skyldig till brott mot mänskligheten och ångrade bosnienserbernas förföljelse av de bosniska muslimerna. Åtalet lades då ner på övriga punkter.
I av januari 2003 dömdes Biljana Plavšić till elva års fängelse. Från juni 2003 avtjänade hon på egen begäran sitt straff i Sverige, och placerades på kvinnofängelset Hinseberg. Den svenska regeringen avslog nådeansökningar i april 2007 och december 2008. I oktober 2009 beslöt regeringen, efter konsultation med krigsförbrytartribunalen i Haag och sedan hon avtjänat två tredjedelar av straffet, att frige henne villkorligt.. Hon har därefter bosatt sig i Belgrad i Serbien.
År 2009 medgav Plavšić att hon hade ljugit om sitt erkännande för att ha begått brott mot mänskligheten och sin ånger beträffande bosnienserbernas förföljelse av de bosniska muslimerna för att slippa åtalet om folkmord och därmed erhålla en mildare dom.